# Colonna a parete bagnata
La colonna a parete bagnata (o colonna a film cadente) è un'apparecchiatura utilizzata per mettere in contatto tra loro due correnti fluide (in genere una corrente gassosa e una corrente liquida), allo scopo di ottenere lo scambio di materia tra le due fasi. Una colonna a parete bagnata è essenzialmente costituita da un recipiente verticale a forma di tubo: la corrente liquida scorre lungo la parete interna del tubo, mentre la corrente gassosa scorre al centro del tubo.

## Funzionamento

Schema di funzionamento di una colonna a parete bagnata

Nel caso più comune, i fluidi che attraversano la colonna sono una corrente liquida e una corrente gassosa: il liquido è distribuito dall'alto lungo il bordo della colonna, in modo tale che durante la discesa si ha la formazione di un film di liquido che ricopre la superficie interna dell'apparecchiatura; la corrente gassosa invece viene introdotta dal basso della colonna, e durante la sua risalita incontra la fase liquida in controcorrente.
In corrispondenza dell'interfaccia di separazione gas-liquido avviene il processo di scambio di materia (ad esempio assorbimento gas-liquido).
Tale apparecchiatura può essere utilizzata anche per mettere in contatto due liquidi (tra loro immiscibili) in equicorrente.

## Utilizzi
La colonna a parete bagnata viene utilizzata generalmente in laboratorio (ad esempio per la misurazione sperimentale dei coefficienti di scambio di materia) a causa della facilità di modellazione. Non viene invece utilizzata in ambito industriale in quanto, a parità di ingombro dell'apparecchiatura, i valori dell'area della superficie di scambio e dell'hold-up di liquido sono modesti rispetto ad altri contattori gas-liquido (quali ad esempio la colonna a riempimento o la colonna a piatti).

### Applicazioni nell'ambito della ricerca
A causa della sua facilità di modellazione, la colonna a parete bagnata si presta ad essere utilizzata nell'ambito della ricerca. I risultati ottenuti possono essere sfruttati con la dovuta cautela per comprendere il funzionamento di apparecchiature più complesse (ad esempio colonne a piatti e colonne a riempimento).
Ad esempio nel 1934 Edwin R. Gilliland e Thomas Kilgore Sherwood hanno utilizzato una colonna a parete bagnata per ottenere la seguente correlazione sperimentale riguardante il fenomeno del trasporto di materia tra un liquido e un gas:
Sh = 0,023 Re0,83 × Sc0,44
in cui:
- Sh è il numero di Sherwood
- Re è il numero di Reynolds
- Sc è il numero di Schmidt.